# Ханты
Ха́нты (рус. устар. «остяки́») — коренной малочисленный финно-угорский народ, проживающий на севере Западной Сибири, в основном в Ханты-Мансийском автономном округе — Югре. Самым близким хантам народом являются манси, более дальние родственники — венгры.
Говорят на хантыйском языке. Традиционные промыслы — рыболовство, охота и оленеводство. Традиционная религия — шаманизм и православие (с XVI века).
Относятся к уральской расе.

## Этноним
Так как язык хантов неоднороден и условно делится на три диалектные группы, существует несколько похожих слов, которыми ханты называют себя:
- ханти, хантэ (северная группа);
- хандэ (южная группа);
- кантэк, кантах (восточная группа).

Все эти слова означают «человек». Они также называют себя ас хоят, что означает «обские люди».
Ханты называли себя по большей части по названию реки — например, Kondikhou ï — «люди Конды», As-jah — «народ Оби»; из последнего, возможно, произошло русское наименование хантов — «остяки» — хотя, по мнению других исследователей, русские могли заимствовать слово «остяк» из татарского уштяк «варвар». Самоеды (общее название ненцев, энцев, нганасан, селькупов и ныне исчезнувших саянских самодийцев в дореволюционной России) называли хантов яран или ярган (слово, близкое к иртышско-хантскому яра «чужой»).
В русском языке для обозначения представителей народа существуют следующие слова: во мн. ч. — «ханты»; в ед. ч. — «хант» (м. род) и «хантыйка» (ж. род). Прилагательное — «хантыйский». Все слова склоняются.

## Численность и расселение

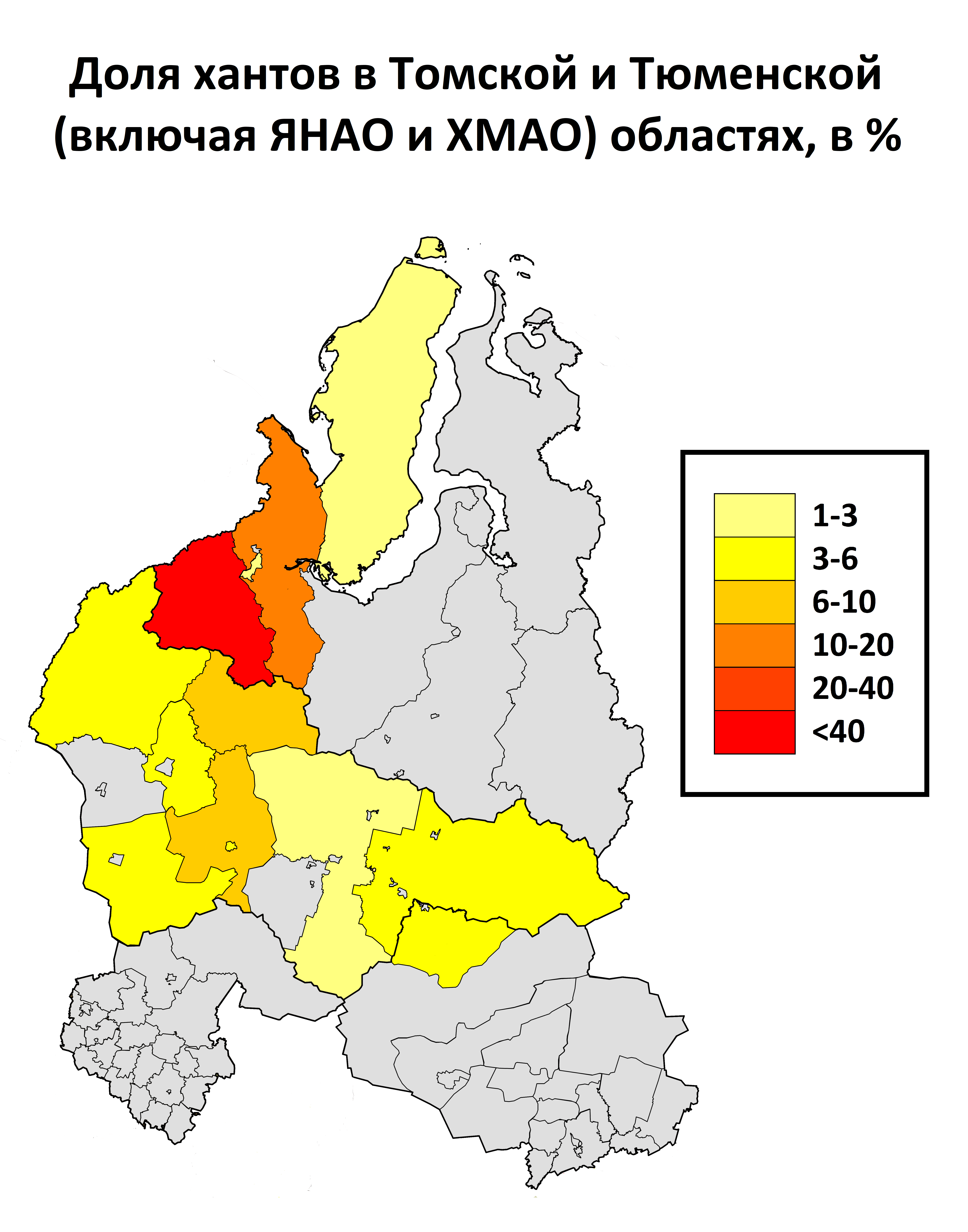
Доля хантов в Томской и Тюменской (включая ЯНАО и ХМАО) областях, в % по данным переписи 2010 г.

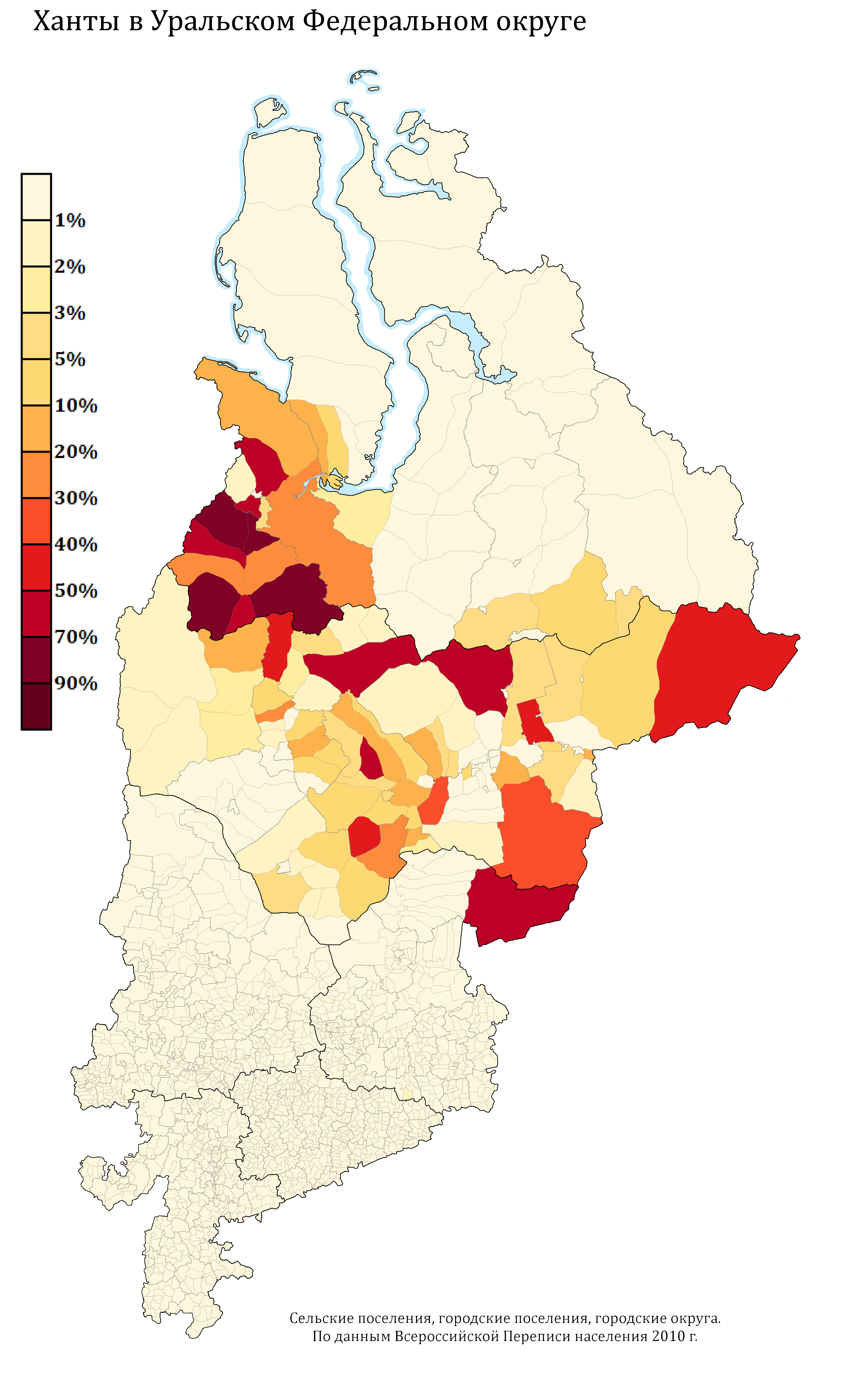
Расселение хантов в Уральском федеральном округе по городским и сельским поселениям в %, перепись 2010 г.

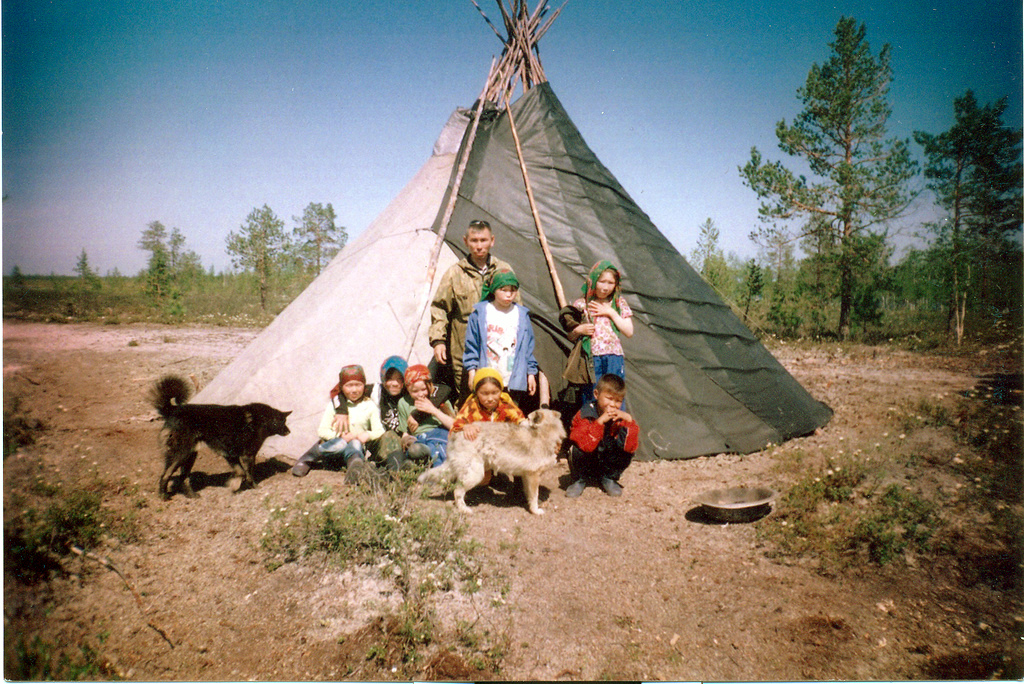
Ханты перед чумом вблизи озера Нумто

Выделяются три этнографические группы хантов: северные, южные и восточные, причём южные (прииртышские) ханты смешались с русским и татарским населением. Энциклопедический словарь Брокгауза и Ефрона, издававшийся в конце XIX — начале XX веков, отмечал:

угро-финское племя, живущее по Оби, Иртышу и их притокам (Конде, Васюгану и др.), в Тобольской губернии и в Нарымском округе Томской губернии. Разделяется на три группы: северных остяков — в Берёзовском округе, восточных — в Сургутском и в Нарымском (по реке Васюган) и юго-западных или иртышских — в северной части Тобольского округа, по берегам Оби, Иртыша, Конды и т. д.

По переписи населения 2002 года, численность хантов в России составила 28 678 человек, из них 59,7 % проживало в Ханты-Мансийском округе, 30,5 % — в Ямало-Ненецком округе, 3,0 % — в Томской области, 3,0 % — в Тюменской области без ХМАО и ЯНАО, 0,3 % — в республике Коми. По переписи населения 2010 года, численность хантов увеличилась до 30 943 человек, из которых 61,6 % проживают в Ханты-Мансийском округе, 30,7 % — в Ямало-Ненецком округе, 2,3 % — в Тюменской области без ХМАО и ЯНАО, 2,3 % — в Томской области, 1,4 % — в Новосибирской области.

### Динамика численности хантыйского населения по переписям
| 1926   | 1939   | 1959   | 1970   | 1979   | 1989   | 2002   | 2010   | 2021   |
| ------ | ------ | ------ | ------ | ------ | ------ | ------ | ------ | ------ |
| 22,306 | 18,468 | 19,410 | 21,138 | 20,934 | 22,521 | 28,678 | 30,943 | 31,467 |

## История

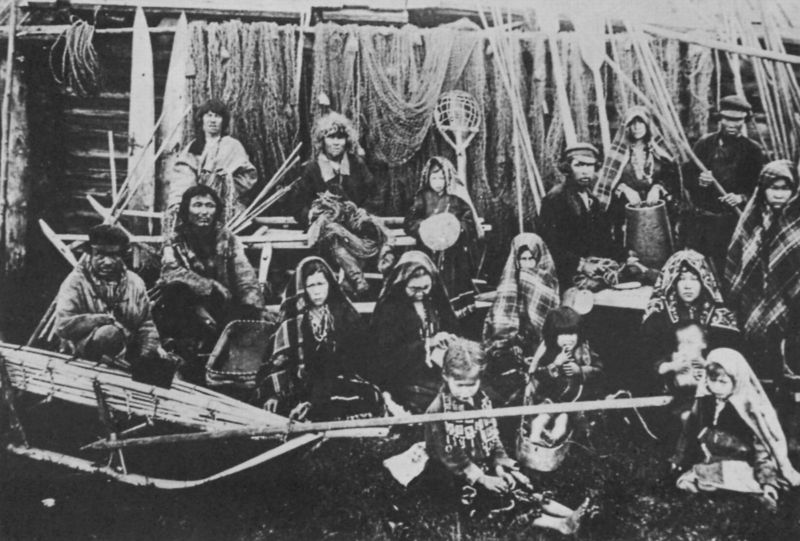
Ханты возле реки Обь

Предки хантов проникли с юга в низовья Оби и заселили территории современного Ханты-Мансийского и южных районов Ямало-Ненецкого автономного округа, а с конца I тысячелетия на основе смешения аборигенов и пришлых угорских племён начался этногенез хантов (усть-полуйская культура).
Консолидации национального сознания хантов способствовала культурно-просветительная работа Советской власти на Крайнем Севере, направленная на ликвидацию массовой неграмотности, просвещение и развитие национальной культуры. Это реализовывалось организацией библиотек, изб-читален и красных чумов на территории округа.
В них кочевников обучали грамоте, рассказывали о новых формах ведения хозяйства. При библиотеках и читальнях работали кружки громкого чтения, приобщавшие население к книгам, с пересказом прочитанного на родном языке и показом иллюстраций из прочитанного. Для этого подбирались популярные по содержанию и доступные по форме изложения книги: буквари, детская и массовая общественно-политическая литература.
Работникам культбаз приходилось не только преодолевать огромные расстояния в суровых природно-климатических условиях, но и противостоять сопротивлению местных вождей и шаманов. Особую известность получила Казымская культбаза, созданная по решению Комитета Севера ВЦИК в марте 1930 года и обслуживавшая 40 тысяч квадратных километров силами 37 работников, из которых пятеро были местные. Работа базы вызвала сопротивление местного населения, вылившееся в Казымское восстание 1931—34 гг.
В 1930—1931 гг. на территории Остяко-Вогульского национального округа было открыто 30 изб-читален, 3 библиотеки, по одному дому туземца и красному чуму. В 1933 г. их количество возросло: 47 изб-читален, 6 библиотек, 5 домов туземца, 5 красных чумов и, кроме того, появились новые формы организации досуга — один клуб, одна культбаза, 3 дома народов Севера и 73 красных уголка. Поскольку территория кочевий и проживания хантов не была покрыта дорожной сетью, охватить её было сложно. Так возникла идея передвижек и культлодок, которые с определённым книжным запасом переезжали от одного поселения до другого, неся с собой качественно новые формы досуга, а также передавая людям понятия об элементарной личной гигиене и медико-санитарной помощи.
Первая Всероссийская конференция по развитию языков и письменности народов Севера в январе 1932 г. дала старт созданию письменности на 14 северных языках, в том числе ханты и манси. С 1933 года в Институте народов Севера началось массовое издание букварей, книг для чтения и учебников для народов ханты и манси.

## Антропология

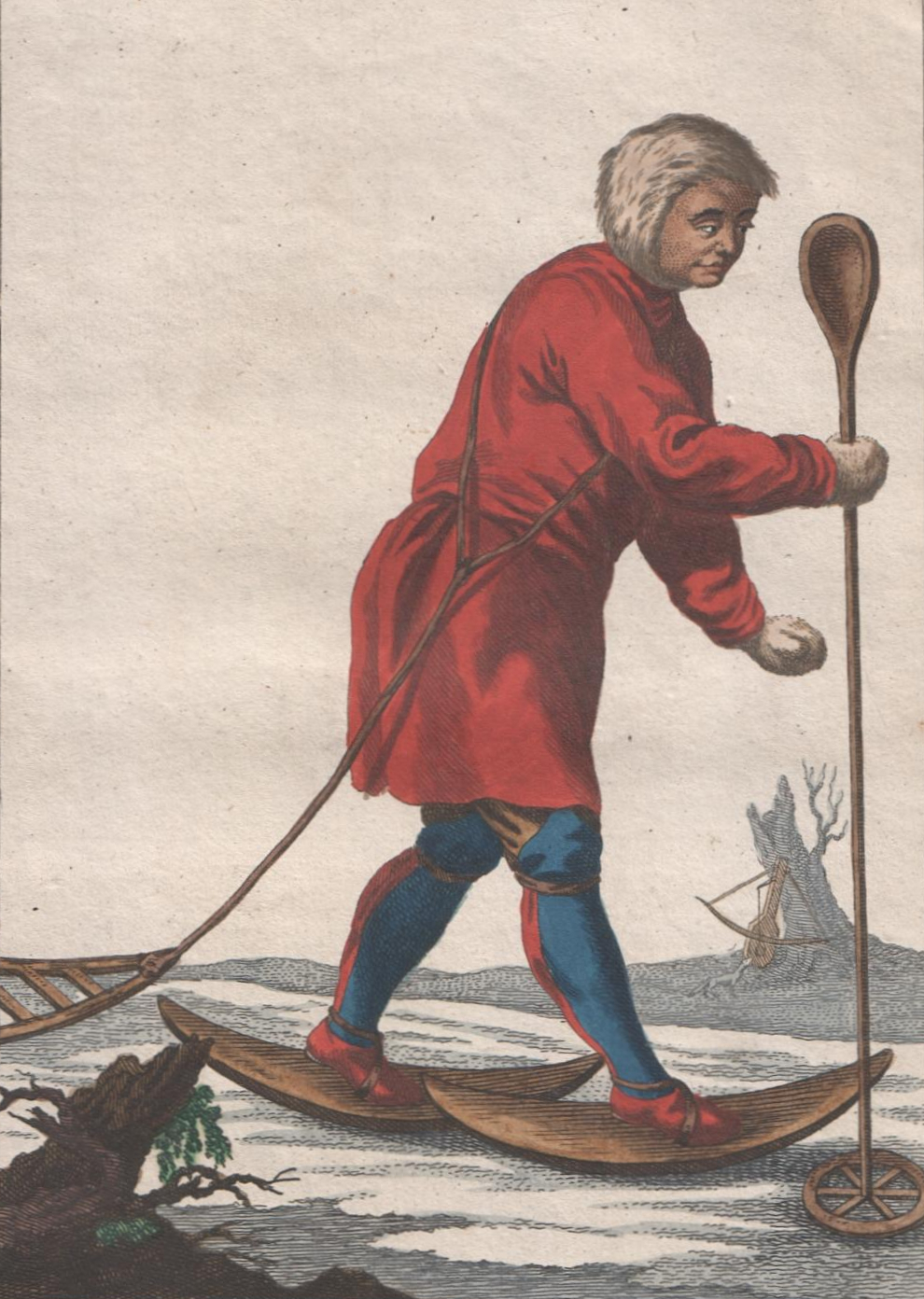
Остяк на ловле горностаев. Рис. из «Описания обитающих в Российском государстве народов» И. Г. Георги (1781)

Энциклопедический словарь Брокгауза и Ефрона давал следующее описание хантов:

По своему складу остяки среднего, даже ниже среднего роста (156—160 см), с чёрными или каштановыми (редко — белокурыми), обыкновенно прямыми, длинными волосами (которые носятся или распущенными, или заплетёнными), тёмными глазами, жидкой бородкой, смуглым цветом кожи, плосковатым лицом, несколько выдающимися скулами, толстоватыми губами и коротким, вдавленным при корне, широким и вздёрнутым на конце носом. Вообще, тип несколько напоминает монгольский, но глаза правильно прорезаны и череп чаще узкий и длинный (долихо- или субдолихоцефальный). Всё это придаёт остякам особый отпечаток, и некоторые склонны видеть в них остатки особой древней расы, населявшей некогда и часть Европы. Женщины небольшого роста и в большей степени монголообразны, чем мужчины.

Ханты (как и манси) отличаются следующим набором признаков:
- низкий рост (менее 160 см в среднем для мужчин),
- общая грацильность (миниатюрность строения),
- неширокая голова, мезо- или долихокефальная по форме и низкая по высоте,
- прямые мягкие чёрные или русые волосы,
- тёмные или смешанные глаза,
- заметно варьирующий по группам процент монгольской складки века, прикрывающей слёзный бугорок (эпикантус),
- различное по форме лицо средней высоты, с заметной уплощённостью и скуластостью,
- нос слабо или средневыступающий, в основном средний по ширине, преимущественно с прямой или вогнутой спинкой носа, с приподнятым кончиком и основанием,
- ослабленный рост бороды,
- относительно широкий рот,
- небольшая толщина губ,
- средневыступающий или убегающий подбородок.

## ДНК
У хантов на первом месте находятся Y-хромосомные гаплогруппы N1c1-Tat и N1b-P43 — по 38,3 %. Далее следуют Y-хромосомные гаплогруппы R1b (19,1 %) и R1a (4,3 %).
По данным В. Н. Харькова, у хантов и манси (сборная выборка) преобладает Y-хромосомная гаплогруппа N1b-P43 — 57 %, на втором месте находится гаплогруппа Q1a3 — 21 %. Затем идут гаплогруппы R1a — 14 %, N1c1-Tat — 7,1 %, R1b — 0,9 %.

## Язык и письменность
Хантыйский язык (устаревшее название — остяцкий язык), вместе с мансийским и венгерским, составляет так называемую угорскую группу уральской семьи языков. Хантыйский язык известен своей необычайной диалектной раздробленностью, в связи с чем выделяется западная группа — обдорское, приобское и прииртышское наречия и восточная группа — сургутское и вах-васюганское наречия, членящиеся, в свою очередь, на 13 диалектов. Письменность — на основе кириллицы.
С XIX века имели место серьёзные работы по остяцкому (хантыйскому) языку. Так, в 1849 году А. М. Кастреном была выпущена краткая грамматика и небольшой словарь, а в 1926 году — словарь Х. Паасонена. В 1931 году вышел в свет остяцкий букварь П. Е. Хатанзеева («Hanti knijga»), но при его составлении был допущен ряд ошибок — в частности, неправильный выбор диалекта, необоснованные принципы транскрипции и методические ошибки, из-за которых букварь не получил широкого распространения. В том же году Научно-исследовательской ассоциацией институтов народов севера при ЦИК СССР был разработан предварительный проект остяцкого алфавита, а в 1933 году выпущен остяцкий букварь на казымском диалекте. В 1950 году на Всесоюзном совещании, посвящённом вопросам развития литературных языков народов Крайнего Севера, было принято решение о создании письменности ещё для трёх хантыйских диалектов: ваховского, сургутского и шурышкарского.

## Культура

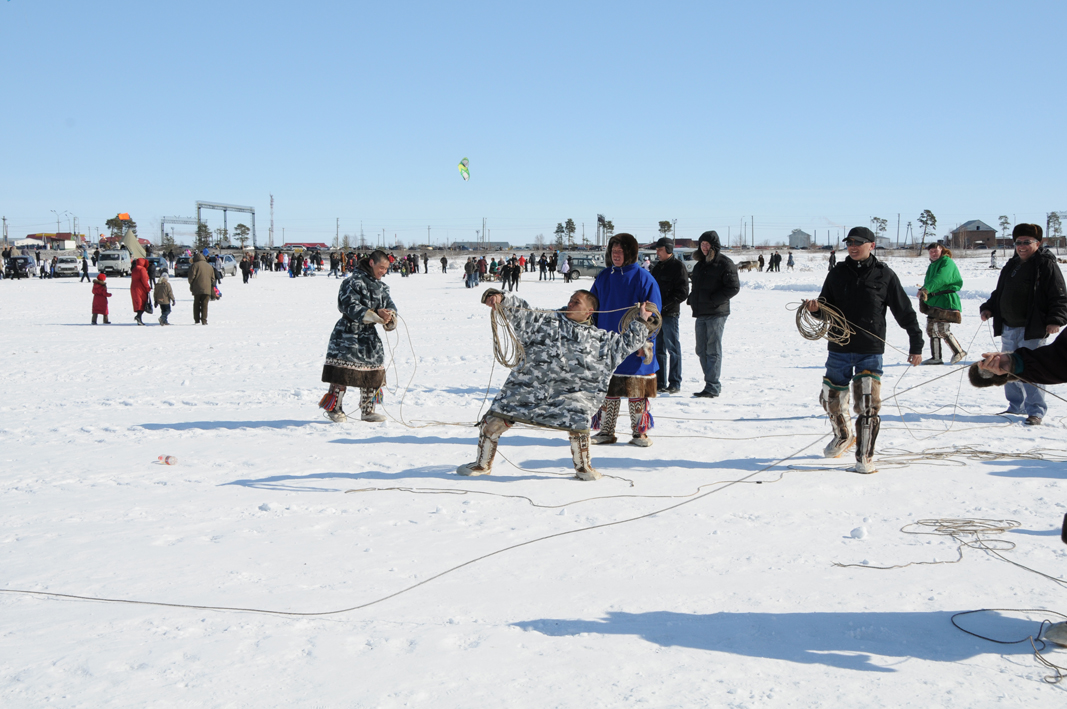
Празднование «Дня оленевода» в Когалыме, 2010 год

1 ноября 1957 года в ХМАО вышла первая газета на хантыйском языке под названием «Ленин пант хуват» («По Ленинскому пути»), которая в 1991 году была разделена на хантыйскую — «Ханты ясанг» — и мансийскую — «Луима сэрипос». На хантыйском также издаётся газета «Лух авт».
10 августа 1989 года была образована общественная организация «Спасение Югры», одной из основных задач которой является консолидация коренных малочисленных народов Ханты-Мансийского автономного округа, в том числе сохранение этнической самобытности, уклада жизни, культуры как хантов, так манси и ненцев.
В прошлом у хантов существовал обряд воздушного погребения.

## Галерея

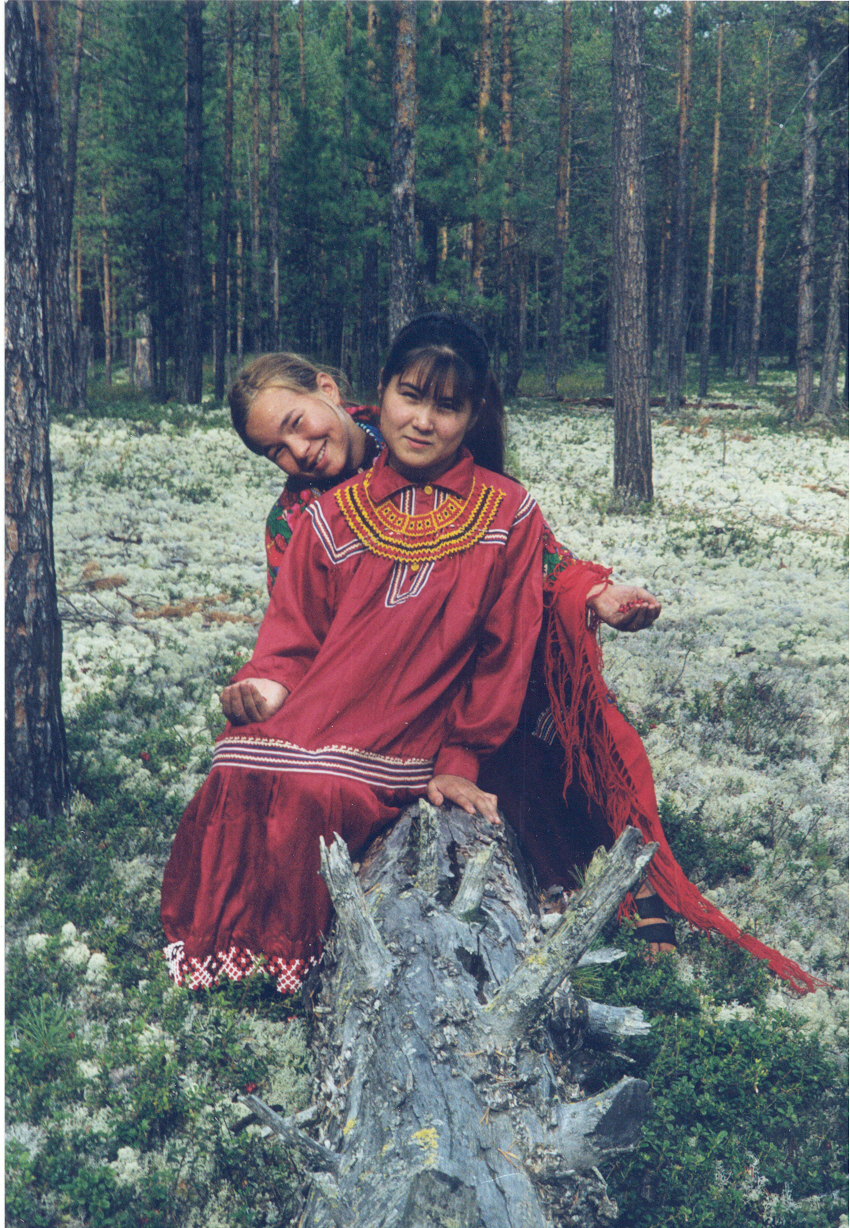
Девушки в костюмах
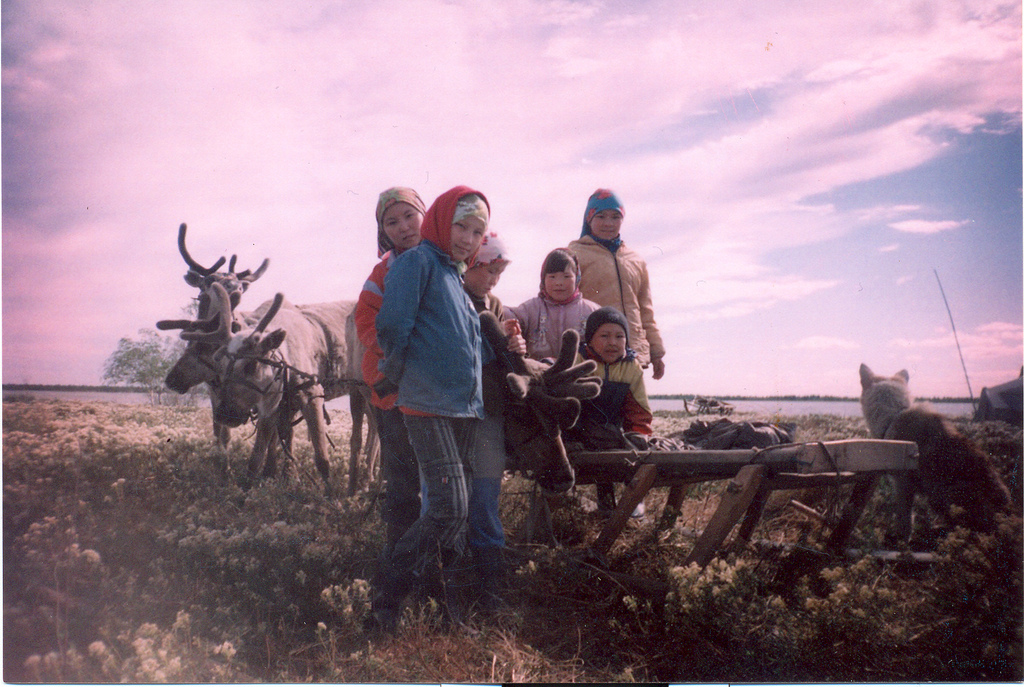
Дети возле нартов
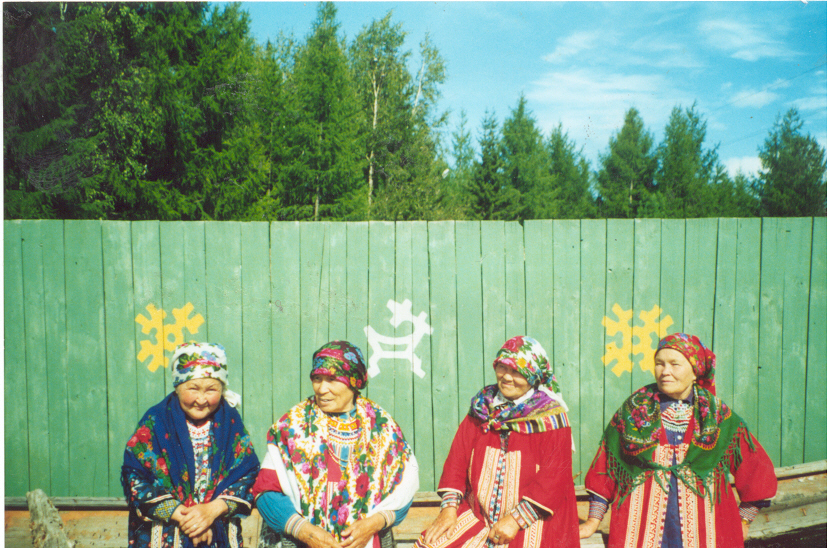
Женщины в этнокультурном стойбище «Нумсанг ёх»
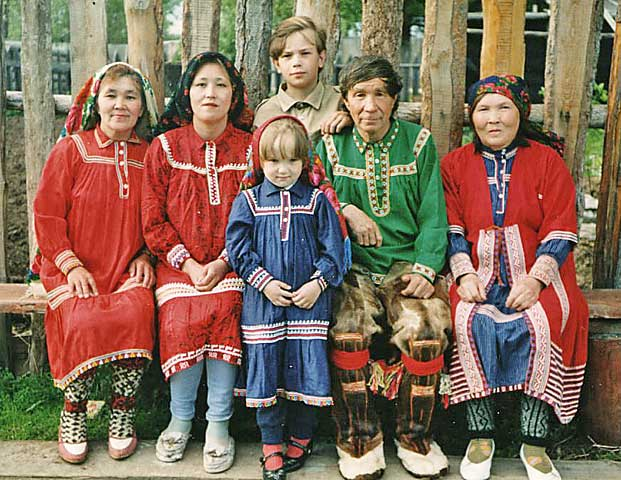
Хантыйская семья